# Hixter
Hixter ist eine Hofschaft in der bergischen Großstadt Wuppertal. 

## Lage und Beschreibung
Die Hofschaft liegt im Nordwesten der Stadt auf 191 m ü. NHN im Tal des Brucher Bachs im Westen des Wohnquartiers Eckbusch des Stadtbezirks Uellendahl-Katernberg nahe der Stadtgrenze zu Wülfrath. Beim Ort verläuft die Bundesautobahn 535.
Benachbarte Wohnplätze und Ortschaften sind Schloss Aprath, Obenaprath, Theisbruch, Neuenhaus, Koxhof, Schmalt, Großhöfchen, Kohleiche, Zum Löh, Melandersbruch, Eschenkamp, Kotthaus, Wiesenhaus, Frankholzhäuschen, Zum Kothen und das Gut Steinberg. Das ebenfalls benachbarte Steinbergsspliß ist abgegangen.

## Geschichte
Hixter gehörte in der frühen Neuzeit zu den kleinen Gütern des Hofs Theisbruch.
Auf der Topographischen Aufnahme der Rheinlande von 1824 ist der Ort als Exter eingezeichnet. Auf Messtischblättern trägt der Ort im Laufe des 20. Jahrhunderts die Namen Hexter und Hixter. Auf einem Übersichtsplan der Gemeinde Sonnborn des Hagdorn Sen. von 1868 wird der Ort Hickster genannt, auf dem Übersichtsplan Elberfelds des Vermessungs-Direktors Zumpfort von 1925 Heckster. Die Hofschaft lag in der 1867 von der Bürgermeisterei Haan abgespalteten Bürgermeisterei Sonnborn, die 1888 unter Gebietsabtretungen an die Stadt Elberfeld in Vohwinkel umbenannt wurde.
Der Hof besaß im Jahr 1830 eine Fläche von umgerechnet einem Hektar und 88,48 Ar. 1888 lebten in Hixter elf Einwohner in zwei Wohnhäusern. Mit der Kommunalreform von 1929 wurde die Stadt Vohwinkel mit Hixter in die neu gegründete Stadt Wuppertal eingemeindet.